# Semiothisa carinaria
Semiothisa carinaria är en fjärilsart som beskrevs av Paul Dognin 1924. Semiothisa carinaria ingår i släktet Semiothisa och familjen mätare. Inga underarter finns listade i Catalogue of Life.